# Northern Arizona University

NAU's Campus in Flagstaff, Arizona

Gegründet 1899 als Northern Arizona Normal School in Flagstaff, Arizona, Vereinigte Staaten ist die Northern Arizona University (NAU) heute mit 28.194 Studenten (Stand Herbst 2023) die bedeutendste höhere Bildungseinrichtung im Norden von Arizona.
Die Universität ist regional bekannt für den Bereich Pädagogik und die Studienrichtung Hotel- und Restaurantmanagement.
Die Universität brachte einige Persönlichkeiten, wie zum Beispiel den Geologen Matt Kaplinksi, hervor. Dieser wurde vor allem durch seine ausgiebige Forschung am Grand Canyon bekannt.

## Sport
Das Sportteam der NAU sind die Northern Arizona Lumberjacks. Die Universität gehört der Big Sky Conference an.

## Persönlichkeiten
Professoren
- Joel DiBartolo (1945–2011) – Jazz-Bassist
- Clyde Tombaugh (1906–1997) – Astronom, Physiker
- Matt Kaplinski – Geologe
- Ronald C. Blakey (* 1945) – Geologe

Absolventen
- Mårten Boström (* 1982) – Orientierungsläufer
- Diana Gabaldon (* 1952) – Autorin
- R. C. Gorman (1931–2005) – Navajo Künstler
- Michael Reeves – Webvideoproduzent, Maker
- Jennifer Roberson (* 1953) – Autorin

Gastdozenturen
- Safiye Can (* 1977) – Lyrikerin, Bestsellerautorin, Dichterin der konkreten und visuellen Poesie, literarische Übersetzerin